# 420 Bertholda
420 Bertholda là một tiểu hành tinh rất lớn ở vành đai chính. Nó được xếp loại tiểu hành tinh kiểu P.
Tiểu hành tinh này do Max Wolf phát hiện ngày 7.9.1896 ở Heidelberg và được đặt theo tên Berthold I, bá tước Baden.